# Skót gímszarvas
A skót gímszarvas (Cervus elaphus scoticus) az emlősök (Mammalia) osztályának párosujjú patások (Artiodactyla) rendjébe, ezen belül a szarvasfélék (Cervidae) családjába tartozó gímszarvas (Cervus elaphus) egyik európai alfaja.

## Előfordulása
A skót gímszarvas a Brit-szigetek endemikus élőlénye. Az állat a skót-felföld erdeiben él, de még megtalálható az angliai Westmorlandban, Devonban és Somersetben, és az írországi Kerry és Donegal megyékben is; az utóbbi területeken, a betelepítéseknek köszönhetően. Külön alfajba sorolása vitatott; sokak szerint azonos a nyugat-európai gímszarvassal.

## Megjelenése
A skót gímszarvas valamivel kisebb, mint a nyugat-európai gímszarvas. Bundájának színe sötét vörösesbarna, pofája és nyaka szürkébb. Nyáron a bundája világosabb, mint télen. Világos tükrét sötét rajzolat veszi körül. Lábai feketés-barnák. Télen hosszú nyaksörényt növeszt. Az agancs csúcsai majdnem összeérnek egymással.

## Fordítás
- Ez a szócikk részben vagy egészben  a   Scottish red deer című angol Wikipédia-szócikk ezen változatának fordításán alapul.  Az eredeti cikk szerkesztőit annak laptörténete sorolja fel. Ez a jelzés csupán a megfogalmazás eredetét és a szerzői jogokat jelzi, nem szolgál a cikkben szereplő információk forrásmegjelöléseként.